# L'Allemagne et nous
Déclaration de Charles Maurras à la Cour de Justice du Rhône les 24 et 25 janvier 1945
L'Allemagne et nous est un livre du journaliste et homme politique français Charles Maurras, directeur de L'Action française, publié en 1945. Le texte reprend la défense de l'auteur lors de son procès à la Cour de Justice du Rhône tenu entre le 24 et le 27 janvier 1945 après la Libération. La déclaration explore rétrospectivement la position de l'Action française vis-à-vis de l'Allemagne pendant la première moitié du XXe siècle. 

## Présentation

### Contexte
Le 8 septembre 1944, Maurras est arrêté à Lyon lors d'une conférence de presse, à l'instigation du résistant et commissaire de la république Yves Farge, proche du Parti communiste. Au bout de deux mois d'incarcération, Maurras prend connaissance de la date de son procès fixé le 24 janvier 1945 et reçoit le motif de son inculpation : « intelligence avec l’ennemi »,,. Durant son incarcération, Charles Maurras refuse les interrogatoires en raison de sa surdité et reçoit la permission de s'expliquer par écrit. L'Allemagne et nous reprend donc les cent vingt-cinq pages de défense « dont l’accusé infligea la lecture aux jurés de la cour de justice, sept heures durant »,. Il termine sa lecture le matin du jeudi 25 janvier. Dans sa défense, Charles Maurras met en avant son antigermanisme viscéral et constant tout au long de sa vie depuis la guerre franco-prussienne de 1870. Le 27 janvier 1945, la cour de justice de Lyon déclare Charles Maurras coupable de haute trahison et d'intelligence avec l'ennemi et le condamne à la réclusion criminelle à perpétuité et à la dégradation nationale. Maurras commenta sa condamnation par une exclamation célèbre : « C'est la revanche de Dreyfus ! ».

### Plan

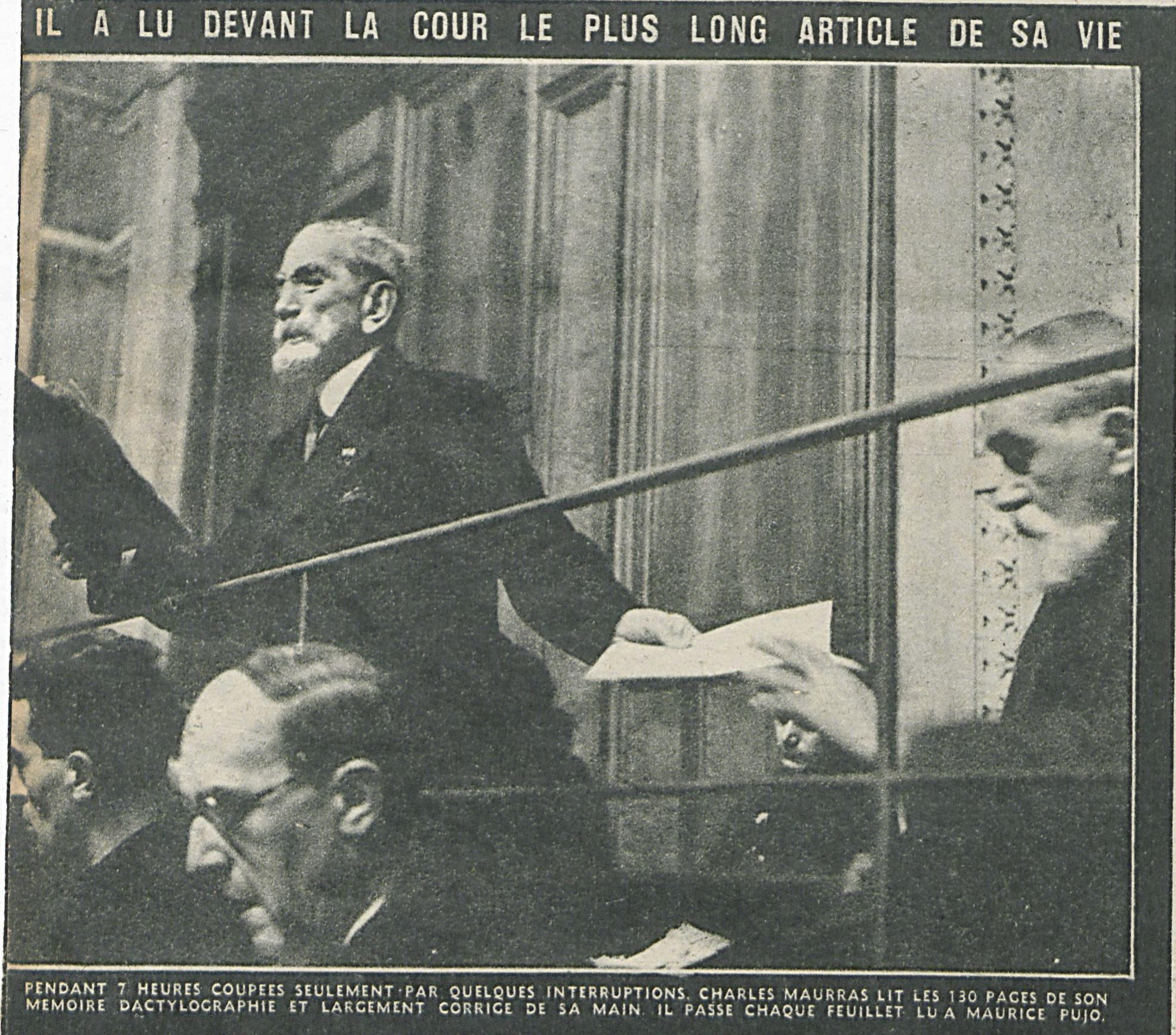
Charles Maurras lit sa plaidoirie à Lyon lors de son procès ouvert le 24 janvier à Lyon. Il tend ses feuilles à Maurice Pujo.

Le texte est une véritable fresque historique divisée en six parties, sur le rapport entretenu par l'Action française avec l'Allemagne pendant la première moitié du XXe siècle. Charles Maurras cite abondamment d'anciennes publications ou articles de L'Action française. La première partie intitulée « L'Allemagne intellectuelle et l'Action française » évoque les fondements intellectuels et l'analyse historique de l'Action française sur l'Allemagne jusqu'en 1904. La deuxième partie « L'Action française et l'autre guerre » traite de l'avertissement de Maurras formulé dans son livre Kiel et Tanger en 1905, l'union sacrée de 1914 jusqu'à l'armistice du 11 novembre 1918. La troisième partie « Vingt ans d'alarme de Varsovie à Munich » aborde les positions de l'Action française durant l'entre-deux-guerres. La quatrième partie « Prise de position au lendemain de nos désastres » explique la position de « France seule » défendue par Maurras après la défaite de juin 1940. La cinquième partie « Le parti Laval - le parti allemand. L'armistice pour tout livrer » dénonce la collaboration et particulièrement Pierre Laval. La sixième partie « Le « parfait accord avec le Maréchal » » permet à Maurras d'attaquer de plus belle les stratégies d'influence de Marcel Déat et Pierre Laval au sein du régime de Vichy. 

### Analyse

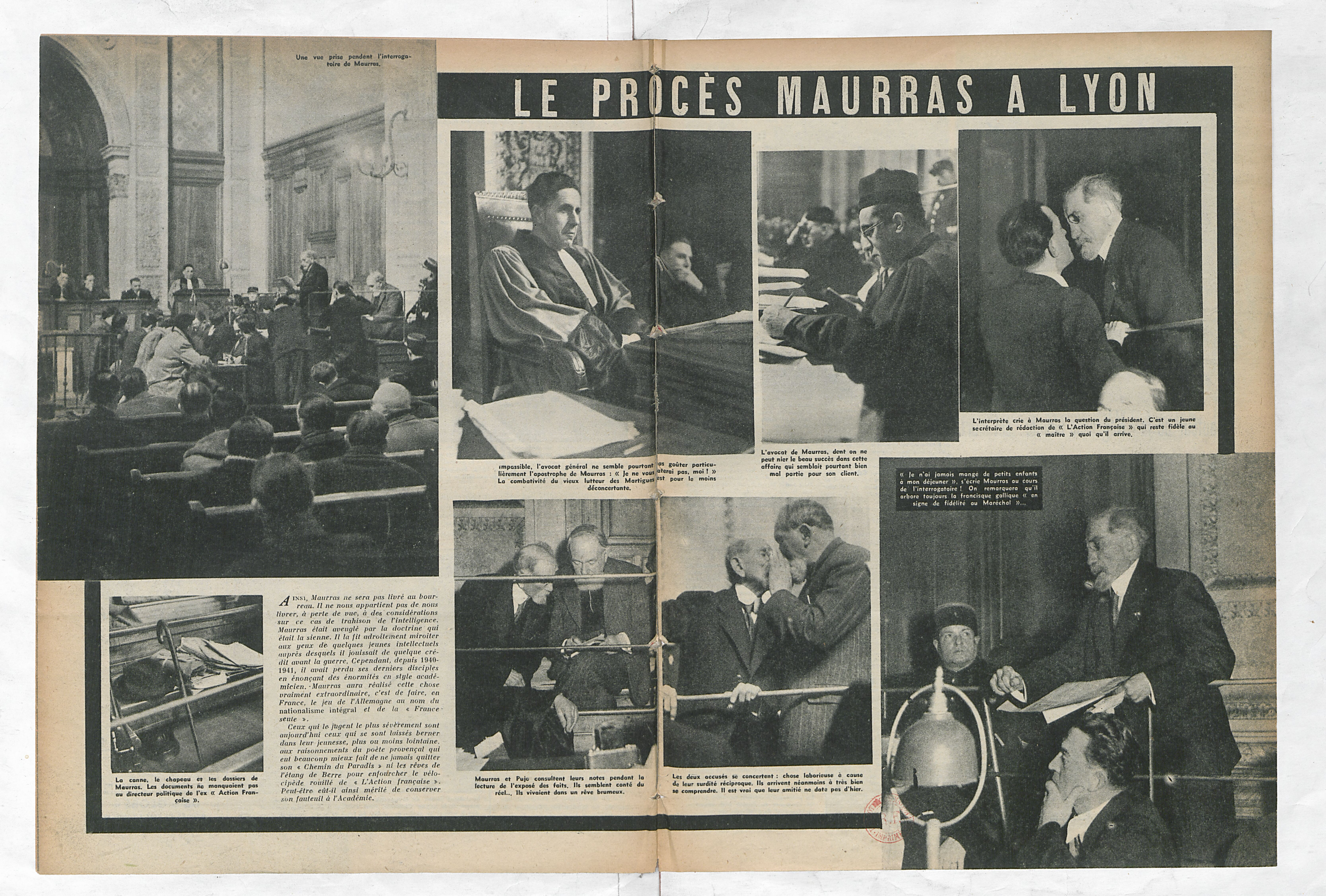
Le procès de Charles Maurras et Maurice Pujo dans Globe du 8 février 1945.

Maurras s'évertue à « démontrer la cohérence de son attitude tout au long de sa vie et pendant la guerre ». La sociologue Gisèle Sapiro montre que Maurras ne renie aucunement son antisémitisme d'État tout au long de sa défense. Il atténue la portée de ses violences verbales à l'égard des Juifs au motif qu'elles « n'étaient que des réponses en légitime défense à des attaques et à des calomnies ».
Selon l'historien américain Eugen Weber, le procès qui dura seulement trois jours fut un procès politique : les jurés ont été choisis sur une liste établie par des ennemis politiques de Maurras, les vices de forme et les trucages ont été nombreux, le motif choisi est le plus infamant et le plus contradictoire avec le sens de sa vie. Pour ses partisans, le régime condamne celui qui n'a cessé de le mettre en face de ses responsabilités et lui fait payer le prix de ses propres erreurs.
Pour l'historienne du droit Catherine Fillon, l'inculpation initiale d'intelligence avec l'ennemi n'était pas appropriée car il aurait mieux fallu « faire le procès de Vichy et montrer en quoi la fidélité indéfectible dont Maurras avait fait preuve à l’endroit de la politique et surtout de la personne du maréchal Pétain avait fini par servir les buts allemands ».
L'historien Stéphane Giocanti juge « extravagant » l'inculpation d'intelligence avec l'ennemi qui « gêna visiblement l'accusateur Thomas au cours de son propre réquisitoire ».